# Волтам (Минесота)
Волтам (енгл. Waltham) град је у америчкој савезној држави Минесота.

## Демографија
По попису из 2010. године број становника је 151, што је 45 (-23,0%) становника мање него 2000. године.
| Група             | 2000.       | 2010.       |
| Белци             | 183 (93,4%) | 144 (95,4%) |
| Афроамериканци    | 0 (0,0%)    | 0 (0,0%)    |
| Азијати           | 0 (0,0%)    | 1 (0,7%)    |
| Хиспаноамериканци | 13 (6,6%)   | 3 (2,0%)    |
| Укупно            | 196         | 151         |